# ألفارو رودريغيز
ألفارو رودريغيز (بالإسبانية: Álvaro Rodríguez)‏ هو منافس ألعاب قوى إسباني، ولد في 25 مايو 1987 في بلد الوليد في إسبانيا.

## وصلات خارجية
- ألفارو رودريغيز على موقع الاتحاد الدولي لألعاب القوى (الإنجليزية)
- ألفارو رودريغيز على موقع الدوري الماسي (الإنجليزية)
- ألفارو رودريغيز على موقع أوليمبيديا (الإنجليزية)